# NGC 7047
NGC 7047 este o liner situată în constelația Vărsătorul. A fost descoperită în 20 august 1873 de către Édouard Stephan⁠(d). Se află la o distanță de 87,1 de megaparseci de Pământ.